# New Concepts in Jazz Piano Trio
New Concepts in Jazz Piano Trio ist ein Jazzalbum des Matthew Shipp Trio. Die wohl 2023 entstandenen Aufnahmen erschienen am 5. April 2024 auf ESP-Disk.

## Hintergrund
Der Pianist Matthew Shipp spielte das Album mit seinen langjährigen Partnern Michael Bisio (Kontrabass) und Newman Taylor Baker am Schlagzeug ein. In den Jahren zuvor hatte das Trio die Alben The Conduct of Jazz (2016), Piano Song (1917), All Things Are (2019, mit Gast Nicole Mitchell),The Unidentifiable (2020) und World Construct (2022) aufgenommen.

## Titelliste
- Matthew Shipp Trio: New Concepts in Jazz Piano Trio (ESP-Disk ESP5085)[1]

1. Primal Poem
2. Sea Song
3. The Function
4. Non Circle
5. Tone IQ
6. Brain System
7. Brain Work
8. Coherent System

Die Kompositionen stammen von Matthew Shipp.

## Rezeption
Nach Ansicht von Karl Ackermann, der das Album in All About Jazz rezensierte, ermöglicht „New Concepts in Piano Trio Jazz“ Shipp, seine persönlichen Idiome von ihren Anfängen über klassische Einflüsse in sein ständig wachsendes Universum zu übertragen. So befasse er sich weniger mit dem Nebeneinander von Stilen und Genres als vielmehr mit der Gemeinsamkeit aller Musik und wie diese Elemente zusammenwirken oder gegensätzlich zueinander wirken. Der innere Mathematiker sei nie weit von der Oberfläche entfernt. „Primal Poem“ baue auf all diesen Einflüssen auf und halte sich dennoch an das Shipp-Lexikon. Zu viel Jazz sei vorhersehbar und auf Nummer sicher, aber Shipp, Bisio und Baker sorgen weiterhin würden für das Überraschungsmoment beim Zuhörer sorgen. So habe New Concepts in Piano Trio Jazz eine anspielungsreiche Qualität. Die verschiedenen Teile, aus denen das Album bestehe, seien vielfältig und oft zweideutig. Die Musik schwelle vor Energie und akribischer Detailarbeit an und schaffe Piktogramme aus einer anderen Dimension.
Den Statistik-Freaks unter Jazzhörern wird aufgefallen sein, dass Shipps längstes und beständigstes Klaviertrio mit dem Bassisten Michael Bisio und dem Schlagzeuger Newman Taylor Baker besteht, meinte Mark Corroto (All About Jazz). Genau wie beim Baseball lasse sich anhand früherer Leistungen nicht vorhersagen, wie diese neue Veröffentlichung klingt. Shipps New Concepts in Piano Trio Jazz würde sich einer Offenbarung nähern und könnte möglicherweise der beste Ausgangspunkt für diejenigen sein, die noch nie die Gelegenheit hatten, dieses Trio zu hören.
Lynn René Bayley berichtete, dass nach Shipps Ansicht New Concepts in Jazz Piano Trio seine letzte Trio-CD sein könnte, da es wirklich nicht besser werden könne. Shipps Sinn für Harmonie und dafür, wie die darunter liegenden Akkorde in die melodische Hauptlinie hineinspielen, sei „hier auf dem Niveau von Bill Evans zu seinen abenteuerlichsten Zeiten.“ Die Musik auf diesem komplett improvisierten Set sei atemberaubend und könne einen „einfach umhauen.“ Möglicherweise würden aber einige Jazzfans darüber klagen, dass „es zu sehr nach klassischer Musik“ klinge. Doch damit müsse man sich abfinden. Seit mehr als 100 Jahren verschmelze der Jazz auf die eine oder andere Weise mit der klassischen Musik. „Dies ist nur eine subtilere, modernere Manifestation dieser Verschmelzung.“
Viele von Shipps Alben der letzten Jahre hatten Titel, die sich direkt auf seine musikalische Praxis beziehen: The Art of the Improviser, The Conduct of Jazz, Piano Sutras, The Piano Equation, The Intrinsic Nature of Shipp. Der Titel New Concepts in Piano Trio Jazz, und das könnte als Hybris verstanden werden – wie kann jemand ein neues Konzept für das Klaviertrio entwickeln, eine Form, die es schon seit fast 80 Jahren gibt, fragte Phil Freeman (Stereogum/Ugly Beauty). Hier hätten Shipp und seine langjährigen Bandkollegen Bisio und Taylor Baker jedoch wirklich neue Ansätze für ihre Musik gefunden. hat es einen unerbittlichen Vorwärtsdrang mit der Intensität und Wiederholbarkeit von Steve Reich an manchen Stellen und der schwelenden Intensität von Morton Feldman an anderen. Es sei Jazz von einer einzigartig kämpferischen und kraftvollen Art, der die Tradition ohne jegliche Loyalität oder Unterwürfigkeit anerkenne.
Fred Kaplan zählte das Album zu den zehn besten Veröffentlichungen im Jazz und meinte, Shipp habe tiefe Wurzeln in der Avantgarde, aber viel mehr als viele Pianisten in diesem Bereich (die sich eher auf Solo-Unternehmungen konzentrieren) habe er Strukturen und Wege der Gruppenimprovisation erforscht, und sein jüngstes Projekt würp einen kreativen Höhepunkt der Vielseitigkeit und Virtuosität markieren. Das Album New Concepts … zu nennen, mag ein bisschen übertrieben sein, aber nur ein bisschen.
Das Album gelangte im Juli 2024 auf #8 bei dem von Tom Hull erhobenen Mid-Year Jazz Critics Poll.